# بيورا
بيورا (بالإنجليزية: Piura)‏ هي مدينة، تتبع مقاطعة بيورا، هي عاصمة إقليم بيورا، ومقاطعة بيورا، ومديرية بيورا، بلغ عدد سكانها 421,648 نسمة، رمزها البريدي هو 73.

## المناخ
يظهر الجدول التالي التغييرات المناخية على مدار السنة لبيورا:
| البيانات المناخية لـبيورا                                                                                              | البيانات المناخية لـبيورا | البيانات المناخية لـبيورا | البيانات المناخية لـبيورا | البيانات المناخية لـبيورا | البيانات المناخية لـبيورا | البيانات المناخية لـبيورا | البيانات المناخية لـبيورا | البيانات المناخية لـبيورا | البيانات المناخية لـبيورا | البيانات المناخية لـبيورا | البيانات المناخية لـبيورا | البيانات المناخية لـبيورا | البيانات المناخية لـبيورا |
| الشهر | يناير                     | فبراير                    | مارس                      | أبريل                     | مايو                      | يونيو                     | يوليو                     | أغسطس                     | سبتمبر                    | أكتوبر                    | نوفمبر                    | ديسمبر                    | المعدل السنوي             |
| --- | ------------------------- | ------------------------- | ------------------------- | ------------------------- | ------------------------- | ------------------------- | ------------------------- | ------------------------- | ------------------------- | ------------------------- | ------------------------- | ------------------------- | ------------------------- |
| الدرجة القصوى °م (°ف)                                                                                                  | 37.9 (100.2)              | 38.4 (101.1)              | 38.2 (100.8)              | 39.9 (103.8)              | 36.1 (97.0)               | 35.0 (95.0)               | 33.2 (91.8)               | 33.0 (91.4)               | 34.1 (93.4)               | 34.0 (93.2)               | 37.0 (98.6)               | 36.6 (97.9)               | 39.9 (103.8)              |
| متوسط درجة الحرارة الكبرى °م (°ف)                                                                                      | 33.4 (92.1)               | 34.2 (93.6)               | 34.3 (93.7)               | 33.2 (91.8)               | 30.8 (87.4)               | 28.9 (84.0)               | 27.9 (82.2)               | 28.3 (82.9)               | 29.0 (84.2)               | 29.6 (85.3)               | 30.4 (86.7)               | 32.0 (89.6)               | 31.0 (87.8)               |
| المتوسط اليومي °م (°ف)                                                                                                 | 26.8 (80.2)               | 27.8 (82.0)               | 27.8 (82.0)               | 26.6 (79.9)               | 24.5 (76.1)               | 22.9 (73.2)               | 21.8 (71.2)               | 21.9 (71.4)               | 22.3 (72.1)               | 22.9 (73.2)               | 23.6 (74.5)               | 25.2 (77.4)               | 24.5 (76.1)               |
| متوسط درجة الحرارة الصغرى °م (°ف)                                                                                      | 20.3 (68.5)               | 21.4 (70.5)               | 21.3 (70.3)               | 19.9 (67.8)               | 18.3 (64.9)               | 16.8 (62.2)               | 15.8 (60.4)               | 15.6 (60.1)               | 15.6 (60.1)               | 16.2 (61.2)               | 16.9 (62.4)               | 18.4 (65.1)               | 18.0 (64.4)               |
| أدنى درجة حرارة °م (°ف)                                                                                                | 10.0 (50.0)               | 14.3 (57.7)               | 16.0 (60.8)               | 12.2 (54.0)               | 10.0 (50.0)               | 10.0 (50.0)               | 10.0 (50.0)               | 10.0 (50.0)               | 10.5 (50.9)               | 8.4 (47.1)                | 11.1 (52.0)               | 9.8 (49.6)                | 8.4 (47.1)                |
| الهطول مم (إنش) | 16.9 (0.67)               | 19.0 (0.75)               | 32.4 (1.28)               | 24.4 (0.96)               | 15.1 (0.59)               | 5.0 (0.20)                | 0.5 (0.02)                | 0.0 (0.0)                 | 0.0 (0.0)                 | 1.1 (0.04)                | 0.8 (0.03)                | 1.2 (0.05)                | 116.4 (4.58)              |
| متوسط أيام هطول الأمطار (≥ 1.0 mm)                                                                                     | 1.8                       | 2.3                       | 3.7                       | 2.6                       | 0.4                       | 0.5                       | 0.0                       | 0.0                       | 0.1                       | 0.2                       | 0.4                       | 0.7                       | 12.8                      |
| متوسط الرطوبة النسبية (%)                                                                                              | 51                        | 55                        | 51                        | 55                        | 59                        | 66                        | 66                        | 65                        | 64                        | 60                        | 58                        | 56                        | 59                        |
| المصدر #1: NOAA, Meteo Climat (record highs and lows)                                                                  |                           |                           |                           |                           |                           |                           |                           |                           |                           |                           |                           |                           |                           |
| المصدر #2: الأرصاد الجوية الألمانية (mean temperatures 1961–1990, precipitation days 1970–2003 and humidity 1955–1969) |                           |                           |                           |                           |                           |                           |                           |                           |                           |                           |                           |                           |                           |

## مدن توأم
المدن التوأم:
- باهيا بلانكا
- ترجالة
- Dreamland  [لغات أخرى]‏.

## أعلام
- ميغيل غوتيريز
- خوان فيلاسكو ألفارادو
- ديونيسيو روميرو
- كايتانو هيريديا
- روبرتو خيمينيز